# Tell Me What It's Worth
«Tell Me What It's Worth» —en español: «Dime Lo Que Vale»— es una canción interpretado por el artista británico Lightspeed Champion desprendido del álbum Falling Off the Lavender Bridge, publicado en CD y vinilo de 7" por Domino Records el 14 de enero de 2008.
La letra de la canción se refiere al abuso verbal que recibe el cantante principal Devonte Hynes por parte de otras personas negras; "El único odio racial que recibo caminando por la calle en Dalston es de los chicos rudos. Es realmente extraño".
Ingresó en el UK Singles Chart en el puesto #72.